# Harpurostreptus krausi
Harpurostreptus krausi är en mångfotingart som beskrevs av Demange 1962. Harpurostreptus krausi ingår i släktet Harpurostreptus och familjen Harpagophoridae. Inga underarter finns listade i Catalogue of Life.